# Памятник Константину Циолковскому (Боровск)
Памятник Константину Эдуардовичу Циолковскому в городе Боровске (Калужская область) был установлен в 2007 году.
Дата установки памятника — 17 сентября, в день рождения К. Э. Циолковского, памятник получил название «Сельский учитель».
Памятник находится на территории сквера вдоль улицы Советская. Ранее на этом месте располагался бюст Циолковского, который был установлен здесь в 1960 годах. Позднее, в конце 1980-х годов, бронзовый бюст «отца космонавтики» был утрачен.
Установка памятника в Боровске были приурочена к 150-летию со дня рождения Циолковского.
В Боровске было принято решение установить памятник основателю космонавтики в связи с тем, что в этом городе он жил и работал над своими трудами, в том числе и посвящёнными космонавтике, более двенадцати лет, а также с целью восстановить монумент, утраченный в перестроечный период.
Автором памятника и скульптором является С. Ю. Бычков.
Инициатором установки памятника в Боровске международный благотворительный фонд «Диалог культур — Единый мир», располагающийся в Калужской области на территории комплекса Этномир.
В один день с открытием памятника в Боровске,  его точная копия (но только фигура ученого, без стелы с ракетой) под названием "Мечты сбываются" была установлена в австралийском городе Брисбен.

## Описание памятника
Памятник, выполненный из бронзы, представляет собой скульптурную композицию в необычном для таких памятников стиле, который называют лубочно-фольклорным. Циолковский изображён на памятнике в простонародном костюме и валенках, сидящим на лесном пне, его руки спрятаны в карманы, сам он смотрит вверх.
Вблизи фигуры Циолковского помещена стела, которую венчает изображение взлетающей ракеты, которая представляет собой уменьшенную копию стелы с ракетой, которая находится около московского Музея космонавтики на ВДНХ.
Общий вес скульптурной композиции составляет около 600 килограмм.
Пространство вокруг фигуры Циолковского выложено красным дорожным кирпичом и терракотовой плиткой, стела с изображением ракеты помещена выше за его спиной на территории расположенного рядом газона.
Возле скульптуры Циолковского находятся две таблички с надписями.
Текст на первой из них гласит:
«Планета есть колыбель разума, но нельзя вечно жить в колыбели»
На второй текст такой:
«Константин Эдуардович Циолковский, русский учёный, основоположник космонавтики»